# Pic Ganalo
Le pic Ganalo est un sommet secondaire du Nanga Parbat dans l'Himalaya pakistanais. Il est facilement visible depuis la Prairie des fées, un parc national qui sert de point de départ vers les sommets voisins.